# سیارک ۲۰۵۲۷
سیارک ۲۰۵۲۷ (به انگلیسی: 20527 Dajowestrich، نامگذاری:1999RO48) بیست هزار و پانصد و بیست و هفتمین سیارک کشف شده‌است که در ۷ سپتامبر ۱۹۹۹ کشف شد.
قدر مطلق سیارک برابر ۱۲.۳ است.